# ENGI
ENGI Co., Ltd. (jap. 株式会社ENGI Kabushiki-gaisha Engi), znane również jako Entertainment Graphic Innovation lub Studio ENGI – japońskie studio animacji założone w 2018 roku przez firmy Kadokawa, Sammy Corporation i Ultra Super Pictures. Jest spółką zależną Kadokawa Corporation.

## Historia
Studio zostało założone 4 kwietnia 2018 przez Kadokawa Corporation przy wsparciu inwestycyjnym firm Sammy Corporation i Ultra Super Pictures. Działalność rozpoczęto 1 czerwca 2018. Siedziba studia mieści się w tokijskiej dzielnicy Suginami. Były przedstawiciel Qtec, Tohru Kajio, pełni funkcję dyrektora reprezentacyjnego nowej firmy. Członkowie zarządu to m.in. Hiroshi Horiuchi i Takeshi Kikuchi z Kadokawa, Shun’ichi Okabe z Glovision (spółki zależnej Kadokawa Corporation) oraz Ken'ichi Tokumura z Sammy.
ENGI to studio animacji, które głównie działa w branży anime na rzecz swoich udziałowców: Kadokawa, Sammy i Ultra Super Pictures. Zajmuje się m.in. produkcjami telewizyjnymi, animacjami do gier i automatów Pachinko oraz filmami kinowymi.
25 marca 2020 ogłoszono, że ENGI otworzyło swoje drugie studio ENGI Kurashiki Studio w Kurashiki.

## Produkcje

### Seriale telewizyjne
- Kemono michi (2019)[7]
- Uzaki-chan wa asobitai! (2020)[8]
- Kyōkyoku shinka shita Full Dive RPG ga genjitsu yorimo kuso-ge dattara (2021)[9]
- Tantei wa mō, shindeiru. (2021)[10]
- Otome Game sekai wa Mob ni kibishii sekai desu (2022)[11]
- Uzaki-chan wa asobitai! ω (2022)[12]
- Shinmai renkinjutsushi no tenpo keiei (2022)[13]
- KanColle: Itsuka ano umi de (2022)[14]
- Keiken zumi na kimi to, keiken zero na ore ga, otsukiai suru hanashi (2023)[15]
- Unnamed Memory (2024)[16]
- Medalist (2025)[17]

### ONA
- Odekake kozame (2023)[18]
- Gamera Rebirth (2023)[19]